# Prins av Oranien

Prinsessan av Oraniens vapen (2013).

Prins av Oranien eller Prinsessa av Oranien är en furstlig titel som ursprungligen var härskartiteln i furstendömet Oranien, beläget i Provence i södra Frankrike. Titeln skapades år 1163 av den tysk-romeske kejsaren Fredrik Barbarossa för att öka sitt stöd i området i sin konflikt med påven.
Titeln ärvdes av den franska adelsfamiljerna Baux (1173) och Chalons (1393) innan den ärvdes av Rene av Nassau år 1530. Renes kusin, den nederländske ståthållaren Vilhelm ärvde titeln år 1544. Efter att Vilhelm III, som efter den ärorika revolutionen även blivit kung av England och Skottland dog utan bröstarvingar, uppstod en arvstvist mellan den nederländske ståthållaren Johan Vilhelm Friso och Fredrik I, kung i Preussen. I freden i Utrecht 1713 gav Fredrik Vilhelm I av Preussen upp alla sina anspråk på själva territoriet till Ludvig XIV av Frankrike i utbyte mot att han fick behålla den prestigefyllda titeln. I ett avtal tecknat i Berlin 1732 mellan furstehusen Hohenzollern och Oranien-Nassau gick de med på båda fick använda titeln.
När Nederländerna upprättades som ett självständigt kungarike efter Napoleonkrigen med huset Oranien-Nassau på tronen blev prins av Oranien den naturliga titeln för landets tronföljare och är så än i dag. Nederländerna har under 1900-talet haft tre regerande drottningar i följd, men det är först från 1983 då en fullt kognatisk tronföljd infördes som en kvinnlig tronföljare kunnat ärva titeln.
Catharina-Amalia av Nederländerna är sedan hennes fars trontillträde 2013 landets tronföljare och bär därför titeln prinsessa av Oranien.